# Brama Oruńska

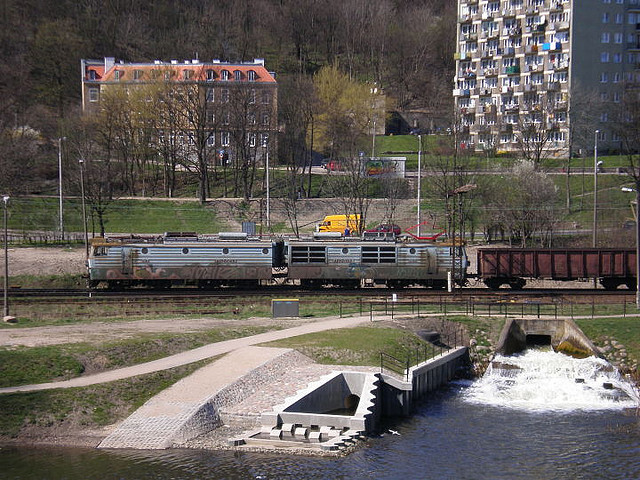
Współczesny widok miejsca, w którym znajdowała się Brama Oruńska

Brama Oruńska (również Brama Zaroślak, Brama Petreszawska; niem. Petershagener Tor) – nieistniejąca, nowożytna brama miejska w Gdańsku. Znajdowała się w pobliżu granicy Zaroślaka i Starych Szkotów, na początku dzisiejszej ulicy Trakt św. Wojciecha, na wysokości obecnego zachodniego krańca Opływu Motławy. Była południowym wylotem z miasta w kierunku Oruni.

## Historia
Brama powstała w latach 1655–1656. Stanowiła domknięcie południowych nowożytnych fortyfikacji Gdańska. Znajdowała się na wąskim pasie terenu, ograniczona od zachodu bastionami Biskupiej Górki w postaci dzieła koronowego, a konkretniej Bastionu Zbawiciela oraz Kanałem Raduni i jego wałem, a od wschodu ograniczona była fosą płynącą na północ wzdłuż Bastionu św. Gertrudy. Stanowiła jedną z dwóch bram Gdańska prowadzących na południe, wraz z położoną za Bastionem św. Gertrudy Bramą Nizinną.
W 1867 r. Brama Oruńska otrzymała dodatkowe wrota kolejowe, położone ze wschodniej strony bramy, bezpośrednio nad fosą, w miejscu, w którym do dziś przebiegają tory kolejowe linii Warszawa-Gdańsk. Wówczas była to linia kolejowa łącząca stację czołową Gdańsk Brama Nizinna z Nowym Portem (linia kolejowa nr 249). Linia ta na terenie dzisiejszego Śródmieścia biegła wzdłuż zachodniej fosy gdańskich umocnień, bezpośrednio nad jej brzegiem. Była to więc jedna z trzech bram o funkcji kolejowej, razem z dedykowaną temu Bramą Kolejową oraz drogowo-kolejową Bramą Oliwską. W 1878 r. przez wrota drogowe bramy przeprowadzono jednotorową linię tramwaju konnego na Orunię (zob. tramwaje w Gdańsku), która w 1897 r. została zelektryfikowana.
W związku z rozwojem techniki wojskowej, a w szczególności artylerii, umocnienia tego rodzaju nie miały już znaczenia militarnego pod koniec XIX wieku. Pierwsze plany likwidacji bramy pod szeroką promenadę z plantami powstawały już w 1890 r. Do wybuchu I wojny światowej nie udało się doprowadzić tego przedsięwzięcia do skutku, głównie z uwagi na przeciągające się kwestie uregulowania własności gruntów pomiędzy miastem Gdańsk a rządem pruskim. W 1897 r. zniwelowano zachodnią fosę, kończąc ślepo Opływ Motławy na wysokości Bramy Oruńskiej, w kształcie istniejącym do dziś. Na początku XX wieku brama była pozbawiona wrót i pełniła funkcję rogatki miejskiej.
Brama została rozebrana przez władze Wolnego Miasta Gdańsk w 1927 roku. Obecnie po obiekcie nie ma śladu. Nazwę bramy nosi położony nieopodal przystanek autobusowy ZTM Gdańsk.

## Galeria

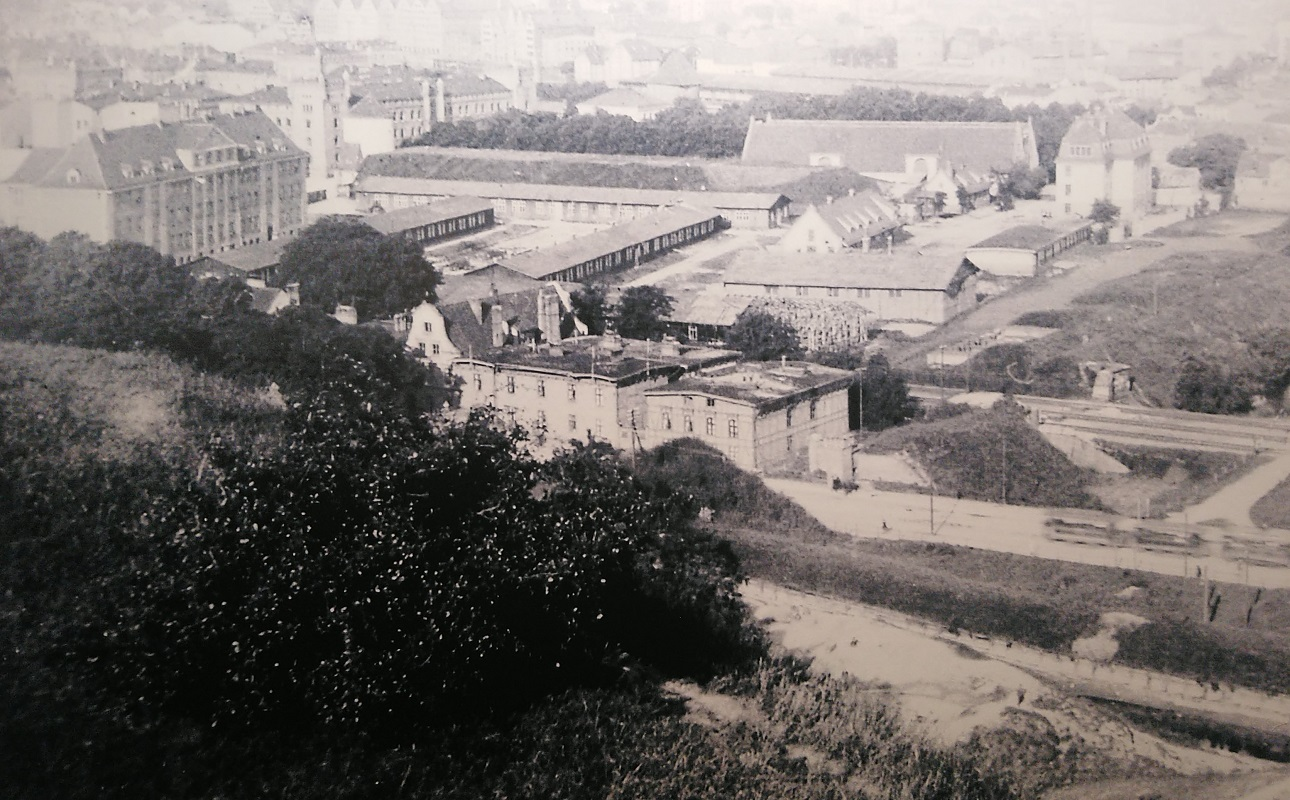
Widok na bramę z Biskupiej Górki, widoczne wrota kolejowe bramy oraz przejeżdżający tramwaj. Za bramą nieistniejący Szpital św. Gertrudy. 1898 r.
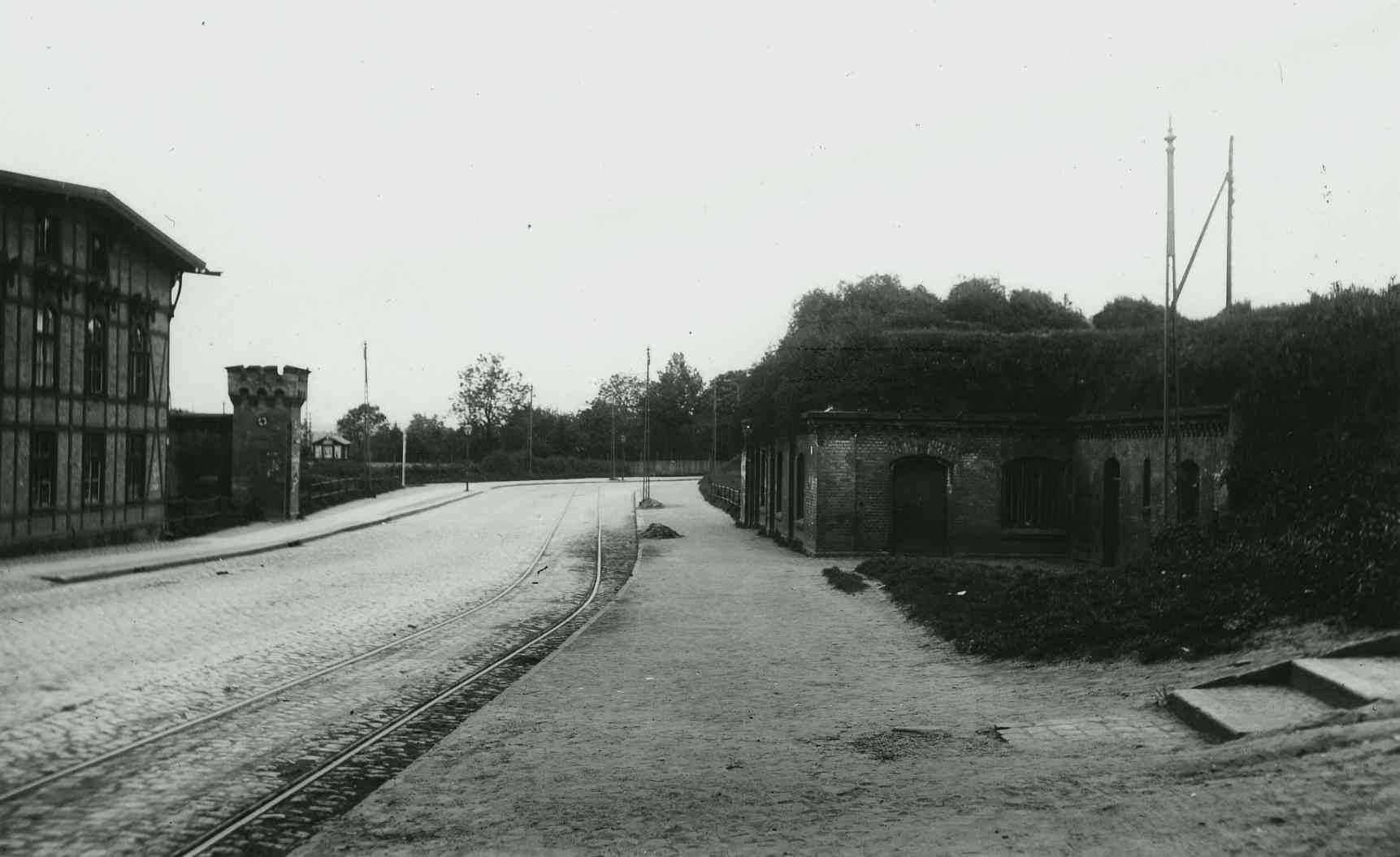
Widok w kierunku Starych Szkotów i Oruni. Uwagę zwraca brak wrót i środkowych pylonów
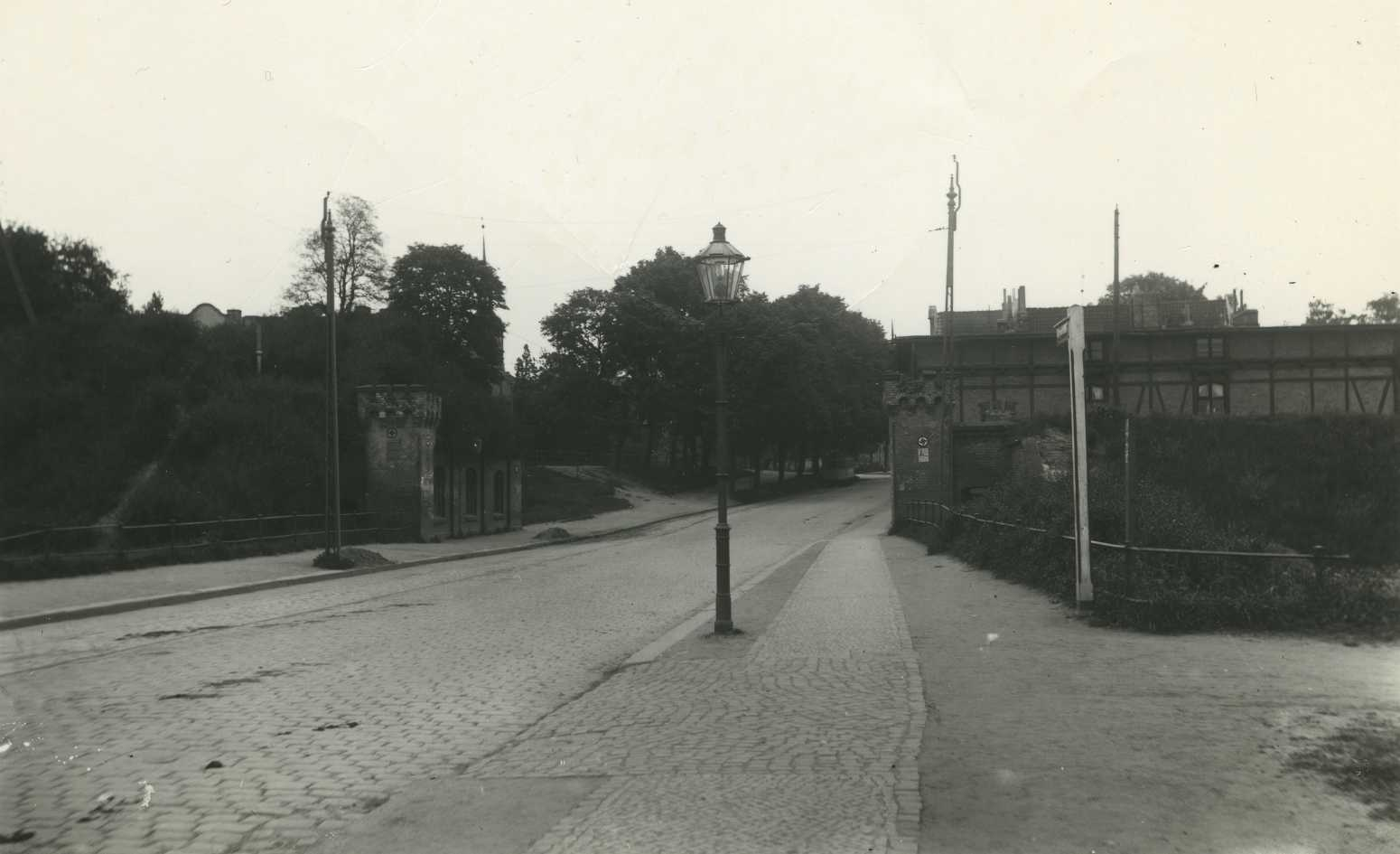
Brama Oruńska niedługo przed wyburzeniem, widok w kierunku północnym
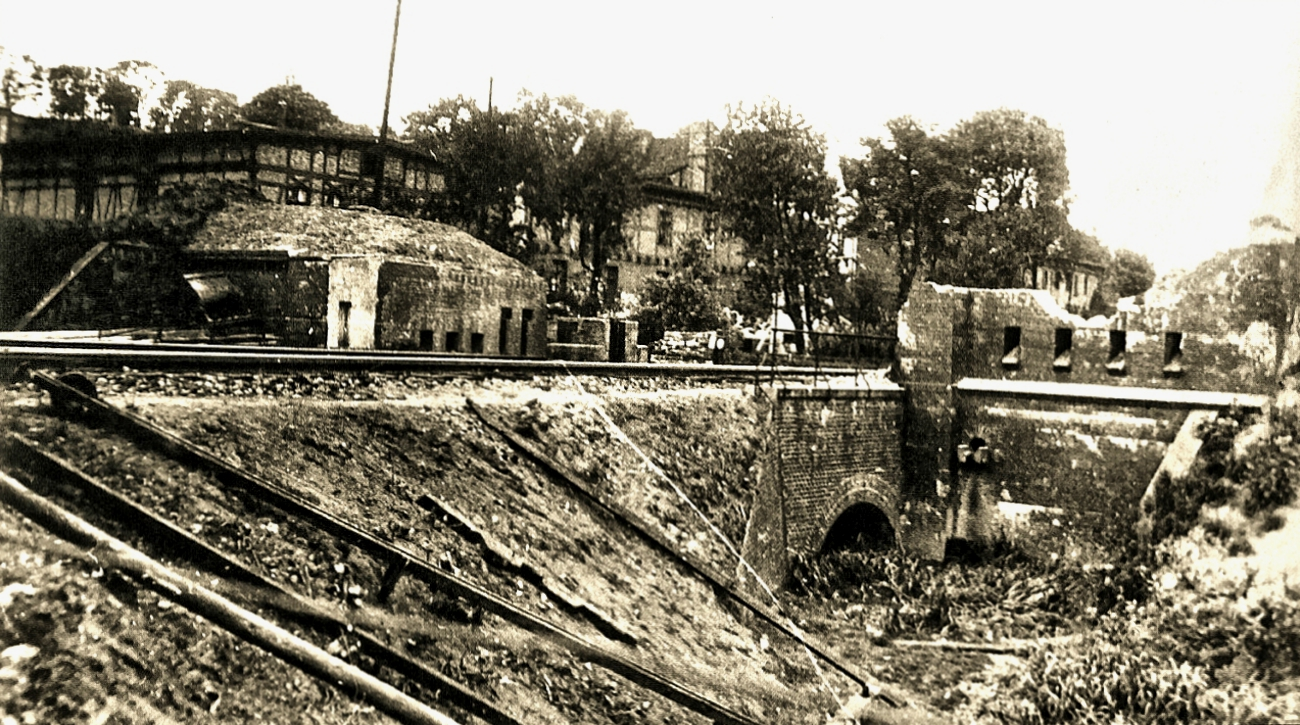
Rozbiórka Bramy Oruńskiej – widok w kierunku północnym na część kolejową
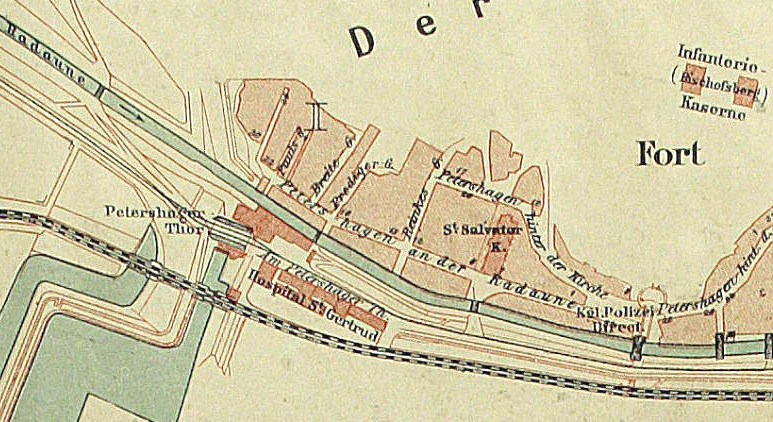
Mapa Zaroślaka z 1897 r. z zaznaczoną Bramą Oruńską (Petershagener Tor)
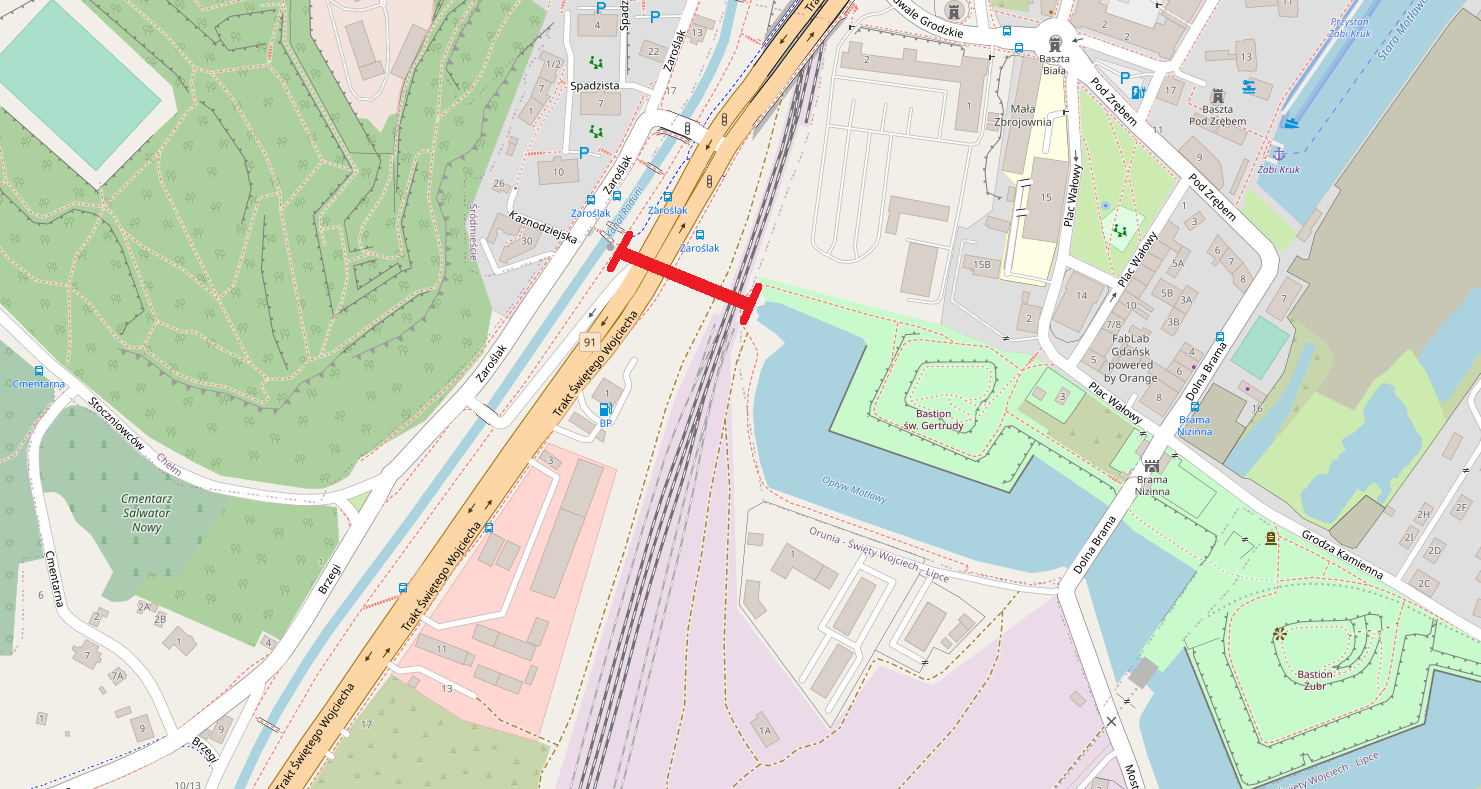
Położenie bramy na współczesnej mapie miasta, zaznaczone na czerwono